# ونداد هرمز
ونداد هرمز (بالفارسية : ونداد هرمز)، المعروف أيضًا بالشكل الصحيح بـ(ونداد هرمزد)، كان حاكم الدولة القرينواندية [الإنجليزية] من 765 إلى 809.

## الخلفية
في عام 760، تعرّضَت عائلة ونداد لسحق وتهميش من الأمويين، وفي عهد والد ونداد هرمز، الذي لا يُعرف اسمه، ثار الدابويون بقيادة خورشيد طبرستان ضد الخلافة العباسية. لكن خورشيد هُزم، وهرب إلى الديلم. ومن هناك شن هجومًا مضادًّا على العباسيين، لكنه هُزم مرة أخرى. وبعد أن علم أن عائلته قد وقعت في أسر العباسيين، قام خورشيد بتسميم نفسه لإطلاق سراح عائلته. وقد شكّل هذا نهاية سلالة الدابويين، ولكن السلالات المحلية الأخرى مثل القرينونديين والبوانديين والزرمهريين [الإنجليزية]، الذين كانوا جميعًا خاضعين سابقًا للدابويين، استمروا في السيطرة على أجزاء من طبرستان، كتابعين تابعين للحكومة العباسية.

## السيرة

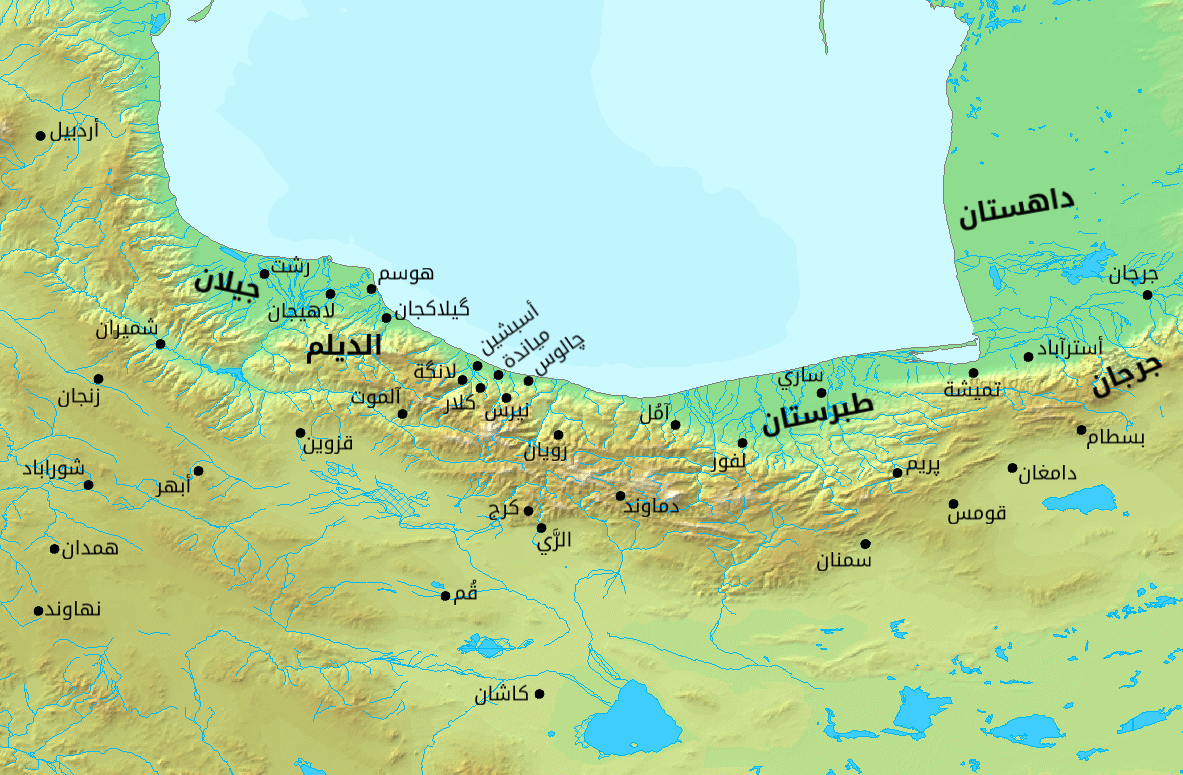
خريطة شمال إيران

في عام 765 م، أصبح ونداد هرمز حاكمًا للدولة القرينواندية [الإنجليزية]. وفي عام 772 م، غادر خالد بن برمك، الحاكم العباسي لطبرستان، المنطقة. وبعد رحيل خالد بفترة وجيزة، أرسل ونداد هرمزد إلى حاكم باوند شروين الأول [الإنجليزية] رسالة حثه فيها على الثورة ضد العباسيين. قَبِل شروين الأول الفكرة، وثار مع ونداد هرمز وحاكم الزرمهريين [الإنجليزية]. ثم بدأوا بتدمير المدن التي بناها المسلمون في المنطقة، وفي عام 782 قام شروين الأول مع ونداد هرمز بإبادة جميع المسلمين الفُرس في طبرستان. خلال نفس الفترة، تولى ونداد هرمز لقب الدابويين جلجيلان، بينما تولى شروين الأول لقب بادشوارجارشاه ("ملك الجبال"). أرسل الخليفة العباسي المهدي، الذي تلقى نبأ الثورة الزرادشتية في طبرستان، أحد أبرز ضباطه، واسمه سليم الفرغاني، ضد المتمردين، لكن ونداد هرمز، بمساعدة أخيه وندا أميد، تمكن من هزيمة سليم وقتله. ثم أرسل المهدي فراشا، الذي هُزم هو الآخر وأسره ونداد هرمز وأعدمه.
استمر ونداد هرمز في صد الغزوات العربية المتتالية لطبرستان حتى عام 785 م، عندما هُزم هو وحكام طبرستان الأصليين الآخرين في النهاية، ووافق مرة أخرى على دفع الجزية للخلفاء العباسيين.
في عام 805م زار الخليفة العباسي هارون الرشيد مدينة الري، حيث التقى ونداد هرمزد وشروين الأول، اللذين أكدا خضوعهما له ووعدا بدفع الضرائب. من أجل ضمان ولائهم، أخذ هارون شهريار الأول [الإنجليزية] حفيد شروين وقارين بن ونداد هرمز كرهينتين في بغداد. وقد سُمح للأميرين بالعودة إلى طبرستان بعد وفاة هارون الرشيد بعد أربع سنوات. ابتداءً من القرن الثامن، أصبحت اللغة العربية اللغة الثقافية الرئيسة في إيران، وتم تبنيها على نطاق واسع من الطبقة الأرستقراطية الإيرانية الإسلامية. ولكن هذا التغيير لم يتقبله الأمراء المحليون في المناطق النائية، مثل ونداد هرمز، الذي لم يكن يعرف اللغة العربية وكان يحتاج إلى مترجم للتواصل مع هارون الرشيد.
تُوفي ونداد هرمز عام 809 وخلفه ابنه قارين بن ونداد هرمز.